# José Augusto Varela
José Augusto Varela (Ceará-Mirim, 28 de novembro de 1896 — Natal, 14 de junho de 1976) foi um político brasileiro, o 17.º Prefeito de Natal entre 1943 e 1946 e 36.º Governador do Rio Grande do Norte entre 1947 a 1951.
Filho de João da Fonseca Varela e de Inácia Cândida Varela, cursou o primário em sua cidade natal e o secundário no Colégio Diocesano, na cidade de Paraíba, atual João Pessoa. Ingressou posteriormente na Faculdade de Medicina da Bahia, pela qual se formou em dezembro de 1922.
Em março de 1943 tornou-se prefeito de Natal, cargo que ocupou até 8 de abril de 1945, poucos dias após a queda de Getúlio Vargas e o fim do Estado Novo.
Assumiu o governo do estado do Rio Grande do Norte em 31 de julho de 1947. Enquanto governador, entre outras realizações, criou o Departamento de Assistência aos Municípios e a nova divisão territorial e judiciária do estado, em dezembro de 1948, bem como a Faculdade de Direito em agosto de 1949.

Faleceu em Natal no dia 14 de junho de 1976, aos 79 anos.